# (4932) Texstapa
(4932) Texstapa est un astéroïde de la ceinture principale.

## Description
(4932) Texstapa est un astéroïde de la ceinture principale. Il fut découvert le 9 mars 1984 à la station Anderson Mesa par Brian A. Skiff. Il présente une orbite caractérisée par un demi-grand axe de 3,11 UA, une excentricité de 0,01 et une inclinaison de 12,9° par rapport à l'écliptique.

## Compléments